# Radnai Gyula
Radnai Gyula (Budapest, 1939. április 15. – Budapest, 2021. május 24.) fizikus, tanár, egyetemi docens, a KöMaL fizika szerkesztőbizottságának elnöke (1989–).
Munkásságának legismertebb részei a középiskolai fizikatanításban használt könyvei (Dér–Radnai–Soós) és magyar fizikatörténeti írásai.

## Élete
Tisztviselő családból származik. Elvált, két gyermeke van.
1957-ben érettségizett a Fürst Sándor Gimnáziumban. 1962-ben végzett az ELTE matematika-fizika szakán. 1990-ben nyerte el az ELTE doktora és az MTA fizikai tudomány kandidátusa címet.
1962 és 1970 között az ELTE Természettudományi Kar (ELTE TTK) Kísérleti Fizika Tanszékén, 1970 és 2006 között pedig az Általános Fizika tanszékén tanított. 2006 óta az ELTE Anyagfizikai Tanszékén tanított.

## Kitüntetései
- Prométheusz-érem (1989)
- Zemplén Jolán-emlékérem (1989)
- Eötvös Loránd Fizikai Társulat Érme (1994)
- „Bonis Bona – A nemzet tehetségeiért” Életmű díj (2020)

## Közéleti tevékenysége
- Eötvös Loránd Fizikai Társulat, főtitkárhelyettes (1990–93, 1996–99), elnökhelyettes 1999–2003)
- Középiskolai Matematikai és Fizikai Lapok, fizikai szerkesztőbizottság elnök (1989–)
- Országos Eötvös versenybizottság, elnök (1988–)
- Országos fizika felvételi bizottság, elnök (1995–2004)
- Nagykanizsai Zemplén Győző fizikaverseny, zsűrielnök
- Székesfehérvári Lánczos Kornél fizikaverseny, zsűrielnök
- Szolnoki Tarján Imre fizikaverseny, zsűrielnök

## Könyvei
- Radnai Gyula (szerkesztő és társszerző): Felvételi feladatok fizikából (1968), Tankönyvkiadó
- Dér János – Radnai Gyula – Soós Károly: Fizikai feladatok I-II. (1971, 1973), Tankönyvkiadó
- Fizika a felvételi vizsgán (1978), Tankönyvkiadó
- Kunfalvi Rezső – Radnai Gyula: Physics in Budapest: A Survey (1988), North Holland
- Felvételi fizikából (1988), Tankönyvkiadó
- Termodinamikai problémák (1990), Tankönyvkiadó
- Az Eötvös-versenyek feladatai II. (1998), Typotex
- Hack Frigyes – Kugler Sándor – Kugler Sándorné – Radnai Gyula – Tóth Géza – Balázs Lóránt: Négyjegyű függvénytáblázatok (2002–), Tankönyvkiadó
- Fizikusok és matematikusok az Eötvös Collegiumban, 1895–1950; ELTE Eötvös József Collegium, Bp., 2014

## Cikkei
- Áttekintés a XIX. századi magyarországi fizikáról:
  - Az Eötvös-korszak  Fizikai Szemle (1991)
  - Társulatunk alapító tagjai a Nemzeti Pantheonban (sírok, síremlékek a Kerepesi temetőben)
  - Fizikusok és matematikusok az Eötvös kollégiumban 1895-1950
- Jedlik Ányossal foglalkozó tanulmányok, cikkek
  - Jedlik Ányos Archiválva 2007. november 6-i dátummal a Wayback Machine-ben (1996) In: Mons Sacer 996-1996: Pannonhalma 1000 éve / [Szerk. Takács Imre]. Pannonhalma: Pannonhalmi Főapátság
  - Jedlik tanár úr Élet és Tudomány (2000)
  - A hatás megsokszorozása Fizikai Szemle (1995)
- Eötvös Loránddal foglalkozó tanulmányok, cikkek
  - Hogyan választott Eötvös Loránd kutatási témát? Természet Világa (1999)
  - How did Roland Eotvos choose a research topic?[halott link] Science and Education (2001) Volume 10, Number 6 pp. 559–568
  - Eötvös akadémiai elnöki megnyilatkozásai Magyar Felsőoktatás (1998)
  - Élet és tudomány a két Eötvös felfogásában Élet és Tudomány (1999)
  - Hogyan kezdte tanítani Eötvös Lorand a fizikát? – 1. rész: A fiatal, pályakezdő Eötvös Loránd Archiválva 2021. december 8-i dátummal a Wayback Machine-ben Fizikai Szemle (2019/9. 295-299. oldal)
  - Hogyan kezdte tanítani Eötvös Lorand a fizikát? – 2. befejezõ rész: Általános Kísérleti Természettan Archiválva 2020. augusztus 10-i dátummal a Wayback Machine-ben Fizikai Szemle (2019/10. 331-339. oldal)
- Kandó Kálmánnal foglalkozó írások
  - Megoldotta: Kandó Kálmán KöMaL (2002)
  - A Valtellina vasút villamosítása Természet Világa (2002)
- Szilárd Leóval foglalkozó írások
  - Hetvenöt éve történt KöMaL (1991) 321-324. old.
  - Száz éve született Szilárd Leó KöMaL (1998) 108. old.
- Békésy Györggyel foglalkozó írások
  - A megfigyelés öröme Természet Világa (1999)
  - A Mach-sávok kutatása Természet Világa (1999)
- Simonyi Károllyal foglalkozó írások
  - Maradandó értékek a változó világban Élet és Tudomány (1996)
  - Egy műegyetemi tanár előadásai a Múzeum-körúton Természet Világa (2001)
  - Simonyi Károly 1916–2001 KöMaL (2001)
  - In memoriam ...  centenáriumi megemlékezések 2016 – 4. rész: Jogot is végzett mérnök, mérnökből lett atomfizikus, fizikusból lett tudós tanár – Simonyi Károly[5] Fizikai Szemle (2016/11. 378-381. oldal)
- Középiskolai tudós tanárokat búcsúztató írások
  - Vermes Miklós 1905–1990 Fizikai Szemle (1990)
  - Kunfalvi Rezső 1905–1998 KöMaL (1998), 364-365. old.
- In memoriam ...  centenáriumi megemlékezések 2016 – 4 részes cikksorozat a második világháború "áldozatai"-ról 
  - 1. rész: akik száz éve mentek el Archiválva 2021. szeptember 27-i dátummal a Wayback Machine-ben Fizikai Szemle (2016/7-8. 266-271. oldal)
  - 2. rész: száz éve született angolszász fizikusok Archiválva 2022. november 2-i dátummal a Wayback Machine-ben Fizikai Szemle (2016/9. 311-315. oldal)
  - 3. rész: Nobel-díjas szovjet-orosz fizikusok Archiválva 2021. december 8-i dátummal a Wayback Machine-ben Fizikai Szemle (2016/10 336-339. oldal)
  - 4. rész: Jogot is végzett mérnök, mérnökből lett atomfizikus, fizikusból lett tudós tanár – Simonyi Károly Archiválva 2021. december 8-i dátummal a Wayback Machine-ben Archiválva 2021. december 8-i dátummal a Wayback Machine-ben[5] Fizikai Szemle (2016/11. 378-381. oldal)
  - a négy részes cikksorozat a debreceni Atomkiban 2016. június 2-án 11[6] órától kezdődő "12 HÍRES TUDÓS, akikről méltán emlékezhetünk meg 2016-ban" című előadásán elhangzottak anyagából készült.Ugyanerről a témáról egy korábbi előadása az ELTE-n.
- "100 éve született ..." írások magyar vagy magyar származású tudósokról
  - Nagy Elemér 100 Fizikai Szemle (2020/7-8. 219-222. oldal)
  - A másképp gondolkodás bűvöletében – 100 éve született David Bohm, a XX. század egyik jelentős magyar származású fizikusa Archiválva 2022. július 6-i dátummal a Wayback Machine-ben Fizikai Szemle (2019/12 429-434. oldal)
- Egyéb 
  - A spontán növekvő hőmérséklet Archiválva 2020. november 1-i dátummal a Wayback Machine-ben Fizikai Szemle (1988/11 404. oldal)
  - Richard Feynman Magyarországon Archiválva 2020. augusztus 7-i dátummal a Wayback Machine-ben[7] Fizikai Szemle (2018/5 154-162. oldal,  2018/12 mellékletek Archiválva 2021. november 13-i dátummal a Wayback Machine-ben) Ugyanerről a témáról előadása az ELTE-n
- Cserti Józseffel közösen: 
  - Versenyfeladatok az Eötvös-inga bűvöletében – 1. rész  Fizikai Szemle (2020/11 375-383. oldal)
  - Versenyfeladatok az Eötvös-inga bűvöletében – 2. rész Eötvös Lorándra emlékezve Fizikai Szemle (2020/12 403-412. oldal)